# Věra Putíková-Stiborová
Věra Putíková-Stiborová (15. ledna 1926 Písek – 20. března 2018 Praha) byla česká spisovatelka a překladatelka.

## Život
Věra Stiborová pocházela z rodiny textilního výtvarníka. Absolvovala obecnou školu a reálné gymnasium v Písku. Dále vystudovala užité umění na škole dekorativního umění v Praze . Po studiích nastoupila v roce 1950 do nakladatelství Máj, odkud ještě téhož roku odešla do kulturní a literární rubriky Lidových novin. V roce 1952 přešla do deníku Práce. Zde působila asi čtyři roky v zahraniční rubrice, v roce 1954 se provdala, v roce 1956 odešla na mateřskou dovolenou. Po jejím ukončení v roce 1961 krátce působila v Československém rozhlasu, než se ve stejném roce rozhodla pro svobodné povolání.
V letech 1969 až 1989 nesměla publikovat a pracovat v kulturních institucích. V té době nejprve pracovala v podniku Sady, lesy, zahradnictví, od roku 1975 pak jako prodavačka gramofonových desek. Roku 1986 odešla do důchodu. Příležitostně překládala z angličtiny a němčiny pod cizími jmény. Publikovala v samizdatu.

### Rodina
V roce 1954 se provdala za spisovatele Jaroslava Putíka. Oba jsou pohřbeni na Břevnovském hřbitově. Jejich dcera Martina Schepelern je rovněž překladatelka.